# Trévol
 Trévol  là một xã ở tỉnh Allier thuộc miền trung nước Pháp.